# 아스그나스
아스그나스 또는 아슈케나즈(히브리어: אַשְׁכְּנָז ʾAškənāz)는 히브리어 성경에서 노아의 후손 중 한 명이다. 아쉬그나스는 고멜의 맏아들이며 열국의 야벳 족장이다. 랍비 문학에서 아쉬케나즈의 후손은 처음에는 스키타이 문화와 연관되었고, 그 다음에는 슬라브 영토와 연관되었으며, 11세기부터는 자르파트(Tzarfat) 또는 세파르디(Sefarad)와 유사한 방식으로 독일 및 북유럽과 연관되었다.
'아스그나스'라는 이름은 어퍼 유프라테스 지역의 아르메니아 고지에서 기미리족(Gimirri, Gimirrāi)를 추방한 스키타이인 아시리아인 아스쿠자(Aškūza, Aškuzai, Iškuzai)와 관련이 있다.